# Callaloo
Il callaloo (o callalloo, kallaloo, calaloo, calalloo, calalou) è un piatto tipico della cucina caraibica.
Ne esistono numerose varianti, a seconda degli ingredienti disponibili in ciascun paese. Di base, si tratta di uno stufato a base di verdure a foglia (le più diffuse sono l'amaranto, il taro, lo xanthosoma e gli spinaci d'acqua, quest'ultimo soprattutto al di fuori dei caraibi), accompagnati da altre verdure e talora pesce, crostacei o, più raramente, carne.
Poiché la verdura usata può essere chiamata localmente "callaloo" o "callaloo bush", può sorgere una certa confusione tra le varie verdure e con il piatto stesso.